# Suikerdruifje
Suikerdruifje (Cissus striata) of Ivy of Uruguay  is een plant uit de wijnstokfamilie.

## Kamerplant
De soort is als kamerplant in cultuur, geschikt voor een lichte halfschaduwplek en bestemd voor decoratie en niet voor consumptie. Ze heeft een normale waterbehoefte. Het suikerdruifje maakt aan de achterkant van de blaadjes suikerachtige korrels.